# الحشد الشعبي
الحشد الشعبي هي قوات نظامية عراقية، وجزء من القوات المسلحة العراقية، تأتمر بإمرة القائد العام للقوات المسلحة ومؤلفة من حوالي 67 فصيلاً، شُكِّلَتْ بعد فتوى الجهاد الكفائي التي أطلقها المرجع الاعلى علي السيستاني في النجف، وذلك بعد سيطرة تنظيم الدولة الإسلامية (داعش) على مساحات واسعة في عدد من المحافظات الواقعة شمال بغداد، وأقر قانون هيئة الحشد الشعبي بعد تصويت مجلس النواب العراقي بأغلبية الأصوات لصالح القانون في 26 نوفمبر 2016.
تكونت نواة الحشد الشعبي من بعض الفصائل المسلحة بعد أن أصدر نوري المالكي، رئيس الوزراء والقائد العام للقوات المسلحة آنذاك، أوامر بتعبئة الجماهير وتشكيل هيئة الحشد الشعبي، كي يقفوا بوجه التهديدات داعش لبغداد وأطرافها، وبدأ الحشد الشعبي يوم 13 مارس 2014 بعد اجتماع بين نوري المالكي وقادة الكتائب المسلحة، ومن ثم ذهاب الكتائب إلى الفلوجة. واتفق على حماية بغداد وسامراء ومناطق غرب العراق، وقد تشكل الحشد في البداية من كتائب حزب الله وعصائب أهل الحق ومنظمة بدر وقوات الشهيد الصدر. ثم توسع الحشد من المتطوعين الذين استجابوا لفتوى الجهاد الكفائي وهم بغالبهم من الشيعة وانضم إليهم لاحقا العشائر السنية من المناطق التي سيطرت عليها داعش في محافظات صلاح الدين ونينوى والأنبار وكذلك إنخرط في صفوف الحشد آلاف أخرى من مختلف الأديان والقوميات كالمسيحيين، والتركمان والأكراد. تعتبر بعض الميليشيات المكونة للحشد الشعبي جماعات إرهابية من قبل بعض الدول، بينما اتهم بعض المليشيات الآخرى بالعنف الطائفي
وقد بين وزير الدفاع العراقي السابق خالد العبيدي بأن قوات الحشد الشعبي منضبطة وتعمل بإمرة القيادات الأمنية العراقية.

## المشروعية والتوجيهات وإقرار القانون
إن الحشد الشعبي خاضع لسيطرة الحكومة العراقية، ويعتبر منظومة أمنية ضمن المؤسسة الأمنية العراقية كما صرح بذلك رئيس وزراء العراق وله ميزانية تقدر ب (60 مليون دولار أمريكي) من الميزانية العراقية المخصصة لسنة 2015.
وقد قام المرجع الشيعي علي السيستاني، كونه له دور في تأسيس الحشد الشعبي عن طريق فتواه بالجهاد الكفائي، بإصدار توجيهات دينية تنظم علاقة وتعامل الحشد الشعبي مع أهالي المناطق المحررة من تنظيم داعش بالعراق، وتتضمن التوجيهات 20 نقطة، تضمنت حث منتسبي الحشد الشعبي على التعامل بالأخلاق الإسلامية وعدم التعرض للناس أو أهالي المنتمين لداعش (في المناطق المحررة) بأي أذى أو اضطهاد، وعدم إيذاء الكبار بالسن والأطفال والنساء وعدم قطع أي شجرة إلا أن يضطروا إلى قطعها وكذلك معاملة غير المسلمين معاملة حسنة وعدم المساس بهم وغير ذلك مما قاله في توجيهاته على صفحته الرسمية في الإنترنت.
وطرح قانون هيئة الحشد الشعبي للتصويت عليه بمجلس النواب وأقر القانون بأغلبية الأصوات، وصادق عليه رئيس جمهورية العراق استناداً إلى أحكام البند (أولاً) من المادة (61)، والبند (ثالثاً) من المادة (73)، من الدستور، وفيما يلي نص قانون الحشد الشعبي:
أولا: تكون هيئة الحشد (الشعبي) المعاد تشكيلها بموجب الأمر الديواني المرقم (91) في 24 شباط 2016 تشكيلا يتمتع بالشخصية المعنوية ويعد جزءا من القوات المسلحة العراقية، ويرتبط بالقائد العام للقوات المسلحة.
ثانيا: يكون ما ورد من مواد بالأمر الديواني (91) جزءا من هذا القانون وهي:
1. يكون الحشد الشعبي تشكيلا عسكريا مستقلا وجزءا من القوات المسلحة العراقية ويرتبط بالقائد العام للقوات المسلحة.
2. يتألف التشكيل من قيادة وهيئة أركان وصنوف وألوية مقاتلة.
3. يخضع هذا التشكيل للقوانين العسكرية النافذة من جميع النواحي ما عدا شرط العمر والشهادة.
4. يتم تكييف منتسبي ومسؤولي وآمري هذا التشكيل وفق السياقات العسكرية من تراتبية ورواتب ومخصصات وعموم الحقوق والواجبات.
5. يتم فك ارتباط منتسبي هيئة الحشد الشعبي الذين ينضمون إلى هذا التشكيل عن كافة الأطر السياسية والحزبية والاجتماعية ولايسمح بالعمل السياسي في صفوفه.
6. يتم تنظيم التشكيل العسكري من هيئة الحشد الشعبي بأركانه وألويته ومنتسبيه ممن يلتزمون مما ورد آنفا من توصيف لهذا التشكيل وخلال لمدة (3) (ثلاثة أشهر).
7. تتولى الجهات ذات العلاقة تنفيذ أحكامه.

ثالثا: تتالف قوة الحشد (الشعبي) من مكونات الشعب العراقي وبما يضمن تطبيق المادة (9) من الدستور.
رابعا: يكون إعادة انتشار وتوزيع القوات في المحافظات من صلاحيات القائد العام للقوات المسلحة حصرا.
المادة 2- يتم تعيين قائد الفرقة بموافقة مجلس النواب واستنادا لاحكام المادة 61 / خامساً /ج  من الدستور.
المادة 3- تسري احكام هذا القانون على منتسبي التشكيل اعتبارا من تاريخ قرار مجلس الوزراء (307) بتاريخ 11 حزيران 2014.

### رواتب الحشد
في 19 تشرين الثاني 2018 بدأت الحكومة العراقية العمل على زيادة رواتب الحشد الشعبي وجعلها مساوية للعناصر في القوات الأمنية من أجل توحيد الرواتب في الأجهزة الأمنية، حيث سيصبح راتب العنصر في الحشد الشعبي أكثر من مليون دينار عراقي.

## التسليح
إن الدعم الإيراني للعراق في مواجهة داعش اشتمل على الأسلحة والخبرات العسكرية، كما بين ذلك نائب الرئيس العراقي السابق نوري كامل المالكي في قوله «أن الحشد الشعبي أوقف تقدم الإرهابيين ومنع انهيار الجيش وسقوط بغداد، ولولا الدعم الإيراني لكان الوضع في العراق صعباً جداً»، وإن هذا الدعم الإيرانيّ جدي وسريع في إشارته إلى «أن إيران دعمت العراق إلى حد كبير بسحب السلاح من بعض القطعات العسكرية الإيرانية ومن مخازنها».
وتبعاً لنوري المالكي فإن إيران هي الدولة الوحيدة التي وقفت مع العراق بعد معركة الموصل في إشارته على أنه «يفتخر بدعم الإيرانيين للعراقيين لأنهم فقط من وقفوا إلى جانب العراق في مواجهة داعش والقاعدة، مشيراً إلى أن الاصدقاء الآخرين الذين كانت لدينا معهم علاقات وصداقات لم يقدموا لنا أياً من أنواع الدعم».
وكذلك فإن الحكومة العراقية تجهز الحشد الشعبي بأسلحة أمريكية الصنع. ومما تجدر الإشارة له أن الأسلحة العسكرية وبكافة أنواعها منتشرة في العراق، خصوصاً بعد الغزو الأمريكيّ، وما عقبه من انفلات أمني، والأسلحة من مناشئ متعددة، منها: الاتحاد السوفييتي السابق، وروسيا، وفرنسا، وبريطانيا، ويوغسلافيا السابقة، وصربيا، وبولندا، والولايات المتحدة الأمريكية.
يمتلك الحشد الشعبي ايضا مجموعة من الطائرات المسيرة الايرانية وبعض من الصواريخ التي ينتجونها مثل صواريخ الأشتر والبتار والنمر والعقاب والمبير وغيرها.

## ردود أفعال شخصية ودولية
- إن الأمم المتحدة التي تمثل الشرعية الدولية، وفي خطاب لها على لسان الممثل الخاص للأمين العام، ورئيس بعثة الأمم المتحدة لمساعدة العراق (يونامي) يان كوبيش بتاريخ (2015/7/22) ذكرت الحشد الشعبي، حيث قال يان كوبيش إنه بعد مرور عام على سقوط الموصل، يبقى ثلث العراق تحت سيطرة وإدارة تنظيم داعش، مضيفاً «إن الهجمات العسكرية لقوات الأمن العراقية، بدعم حاسم من قوات الحشد الشعبي، والمتطوعين من القبائل السنية، والتحالف الدولي، لم تغير الكثير في الوضع على الأرض»[42]، حيث إن هذا الذكر من قبل الأمم المتحدة في خطابها الرسمي يشير إلى الاعتراف الضمني بشرعية الحشد الشعبي دولياً، من حيث يواجه الحشد انتقادات من بعض الجهات السياسية العراقية وبعض الدول.
- [43] في 12 مارس 2016 م، قام القنصل الأمريكي ووكر بزيارة رسمية لجرحى الحشد الشعبي بمستشفى الصدر التعليميّ بالبصرة، أعرب القنصل أمام الصحافة بالمستشفى وباللغة العربية «الولايات المتحدة تعترف بالمساهمة المهمة التي يقدمها الحشد الشعبيّ تحت قيادة رئيس الوزراء، وأغلب الحشد الشعبيّ جاء من الجنوب، ولهذا أود أن أبعث تعازي لكل أهل البصرة والجنوب الذين فقدوا أحبائهم أو أصدقائهم في الحرب ضد داعش»، كما قال لأحد جرحى الحشد بالعربية «الشعب الأمريكيّ والشعب العراقي فخورين جداً جداً»، كما قام القنصل ووكر بتسليم هدايا للجرحى، وأفاد القنصل قبل مغادرته بأن الحكومة الأمريكية لا تضع أي فيتو على مشاركة الحشد بتحرير الموصل من داعش، وأن الأمر متروك للحكومة العراقيّة.[44] وهذه الزيارة تشير بصورة غير مباشرة على اعتراف من نوعٍ ما للحكومة الأمريكيّة بالحشد الشعبيّ.
- في 26 ديسمبر 2016 م، قام الفريق الأمريكي ستيفان تاوزند قائد (قوة المهام المشتركة – عملية العزم الصلب) بالعراق لمكافحة تنظيم داعش بتصريح ل (the daily beast)، جاء فيه أن قوات الحشد الشعبي حلفاء «منضبطون بشكل ملحوظ» منذ وصوله، وأعرب عن إمكانية الحشد الشعبي بزيادة الأمان بالعراق، إن أصبح قوات شبيه بالحرس الوطني، وليس كدمية بيد إيران، كما قد يأمل ذلك قاسم سليماني (قائد فيلق القدس) وذلك حسب قول الفريق الأمريكي ستيفان.[45]
- الإمارات العربية المتحدة - قال وزير خارجية الإمارات عبد الله بن زايد آل نهيان خلال مؤتمر صحفي مع وزير الخارجية الروسي سيرغي لافروف بتاريخ 26 فبراير 2016 إن «القضاء على داعش يستلزم القضاء على الحشد الشعبي».[46]
- السعودية - دعا وزير الخارجية السعودية عادل الجبير إلى تفكيك الحشد الشعبي وقال الجبير خلال لقاء مع صحافيين في باريس، في ختام زيارة قام بها ولي ولي العهد السعودي الأمير محمد بن سلمان إن «الحشد الشعبي طائفي وتقوده إيران»، متهما إياه بـ«تأجيج التوتر الطائفي». وأضاف الجبير «كانت هناك تجاوزات خلال معركة الفلوجة، ونعتقد أن هذه الميليشيات يجب تفكيكها وينبغي على الجيش العراقي محاربة تنظيم داعش». ودعا الجبير إلى تشكيل حكومة عراقية «تشمل جميع الفئات والمجموعات في البلاد».[47]
- إسرائيل - في 23 أغسطس 2017 قال نتنياهو لبوتين خلال محادثات في منتجع سوتشي الروسي بأن «إيران في طريقها بالفعل للسيطرة على العراق».[48] وجاء الرد من الحشد الشعبي وبحسب معاون نائب رئيس الحشد الشعبي معين الكاظري فإن «تصريحات نتنياهو تدخل سافر ومرفوض، وخصوصا وهو صادر من دولة الشر، التي تتحمل ما يجري في المنطقة من إرهاب وأعمال عنف».[49]
- تركيا - وصف الرئيس التركي رجب طيب أردوغان الحشد الشعبي بأنه «منظمة إرهابية» وقال في مقابلة مع قناة الجزيرة القطرية ان إيران «تنتهج سياسة انتشار وتوسع فارسية وأصبحت تؤلمنا، في العراق مثلًا، من هؤلاء الحشد الشعبي، من الذي يدعمهم؟ البرلمان العراقي يؤيد الحشد الشعبي لكن هم منظمة إرهابية بصراحة ويجب النظر إلى من يقف وراءها».[50]
- روسيا - أكد نائب وزير الخارجية الروسي ميخائيل بوغدانوف في 17 نوفمبر 2016 أن روسيا تدعم الحكومة العراقية في محاربة داعش عبر تصدير الأسلحة والتقنيات العسكرية. وأكد على أن «الجيش العراقي وقوات الحشد الشعبي تلعب الدور الحاسم في محاربة داعش بغض النظر عن الدعم من قبل ما يسمى بالتحالف ضد الإرهاب».[51]
- البحرين - أشار وزير خارجية البحرين الشيخ خالد بن أحمد آل خليفة إلى أن السيستاني وجه الشعب العراقي لمكافحة داعش بكافة طوائف الشعب وليس لطائفة معينة، وأن آية الله السيستاني لم يطلب من قاسم سليماني الاهتمام بالأمر حتى لا تكون المكافحة من طائفة معينة بل من الشعب كله. وأضاف «أن الحشد الشعبي يتطور ليصبح منظمة إرهابية وغالبية الحشد الشعبي من الإرهابيين ولا بد من فرض العقوبات عليها».[52]
- الأردن - عبر رئيس هيئة الأركان المشتركة الأردنية محمود فريحات وفي حديث حصري مع قناة بي بي سي عن قلق الأردن من تقدم الحشد الشعبي باتجاه مدينة تلعفر في العراق، محذرا من امكانية إقامة حزام بري يصل إيران بلبنان ان استمر تقدمها في اتجاه الحدود السورية.[53]

## تصنيفه كمنظمة إرهابية
عام 2009 أدرجت وكالة استخبارات الأمن العام اليابانية كتائب حزب الله العراقي وهي إحدى الفصائل التابعة للحشد الشعبي، كمنظمة إرهابية. وحزب الله العراقي والحشد الشعبي ضمن قائمة الإرهاب في الإمارات العربية المتحدة. وتم تصنيف كتائب حزب الله على أنها منظمة إرهابية في عام 2009 من قبل الولايات المتحدة. وكذلك أبو مهدي المهندس عندما كان مسؤولًا عن الحشد الشعبي أدرجت وزارة الخزانة الأمريكية اسمه ضمن قائمة الإرهابيين، وذلك بسبب ارتكاب أعمال عنف ضد المدنيين وقوات التحالف وقوات الأمن العراقية. في عام 2020، تم تصنيف «عصائب أهل الحق»، وهي ميليشيا شيعية مدعومة من إيران وتشكل جزءًا من قوات الحشد الشعبي، على أنها منظمة إرهابية من قبل الولايات المتحدة.

## الاحتجاجات العراقية 2019-2021
خلال تظاهرات تشرين العراقية عام 2019 والتي امتدت حتى عام 2021، دعت إلى إنهاء النظام السياسي الطائفي وتردّي الأوضاع الاقتصادية للبلد، شاركت ميليشيات تابعة للحشد الشعبي في الاحتجاجات استخدمت الرصاص الحي والماء الساخن وغاز الفلفل الحار والغاز المسيل للدموع ضد المتظاهرين، مما أدى إلى مقتل ما بين 740 إلى 1000 شخص، وأكثر من 30 ألف إصابة بين المتظاهرين.

## الميزانية
| جميع المبالغ بالدينار العراقي |

| السنة | النفقات الجارية   | النفقات الاستثمارية | اجمالي النفقات    | مصادر  |
| ----- | ----------------- | ------------------- | ----------------- | ------ |
| 2015  | ؟                 | 1,000,000,000,000   | ؟                 | [ 65 ] |
| 2016  | 1,251,094,520,000 | 494,000,000,000     | 1,745,094,520,000 | [ 66 ] |
| 2017  | 1,399,206,004,000 | 518,200,000,000     | 1,917,406,004,000 | [ 67 ] |
| 2018  | 1,388,429,544,000 | 294,560,000,000     | 1,682,989,544,000 | [ 68 ] |
| 2019  | 2,188,184,759,000 | 404,560,000,000     | 2,592,744,759,000 | [ 69 ] |

## الهيكل
ووفقاً لمركز الروابط للبحوث والدراسات الاستراتيجية، تقدر فصائل الحشد الشعبي بثمانية وستين فصيل.

### الألوية والفصائل
| ت             | الاسم                                                        | القائد                                        |
| ------------- | ------------------------------------------------------------ | --------------------------------------------- |
| اللواء الأول  | لواء الإمام محمد الجواد من منظمة بدر                         | أبو حسن البصري                                |
| اللواء الثاني | فرقة الإمام علي القتالية (العتبة العلوية)                    | طاهر الخاقاني                                 |
| اللواء الثالث | تشكيل أسد آمرلي من منظمة بدر                                 | أبو تراب التميمي                              |
| اللواء الرابع | منظمة بدر                                                    |                                               |
| اللواء الخامس | تشكيل الكرار من منظمة بدر                                    | أبو ضرغام                                     |
| اللواء السادس | كتائب جند الإمام (الحركة الإسلامية في العراق)                | أحمد الأسدي                                   |
| اللواء السابع | لواء المنتظر                                                 | داغر الموسوي توفي وحل محله شقيقه جابر الموسوي |
| اللواء الثامن | سرايا عاشوراء (المجلس الأعلى الإسلامي العراقي)               | أبو أحمد كاظم الجبيري                         |
| اللواء التاسع | لواء كربلاء من منظمة بدر                                     |                                               |
| اللواء العاشر | منظمة بدر                                                    |                                               |
| اللواء 11     | لواء علي الأكبر (العتبة الحسينية)                            | علي الحمداني                                  |
| لواء 12       | حركة النجباء                                                 | أكرم الكعبي                                   |
| اللواء 13     | لواء الطفوف (العتبة الحسينية)                                | قاسم مصلح                                     |
| اللواء 14     | كتائب سيد الشهداء                                            | أبو آلاء الولائي                              |
| اللواء 15     | قوات الشهيد الصدر (حزب الدعوة الإسلامية) وكتائب الفتح المبين |                                               |
| اللواء 16     | قوة التركمان ومنظمة بدر                                      |                                               |
| اللواء 17     | سرايا الجهاد                                                 | حسن الساري                                    |
| اللواء 18     | سرايا الخراساني                                              | أحمد محسن مهدي الياسري                        |
| اللواء 19     | أنصار الله الأوفياء وتشكيل الحسين الثائر                     | عبد الزهرة السويعدي                           |
| اللواء 20     | لواء الطف                                                    | هاشم أحمد التميمي                             |
| اللواء 21     | منظمة بدر                                                    |                                               |
| اللواء 22     | منظمة بدر                                                    | أبو كوثر المحمداوي                            |
| اللواء 23     | منظمة بدر                                                    |                                               |
| اللواء 24     | منظمة بدر                                                    |                                               |
| اللواء 25     | قوات الشهيد الصدر الأول (حزب الدعوة الإسلامية)               | عبد الله فضل صكب                              |
| اللواء 26     | فرقة العباس القتالية (العتبة العباسية)                       | ميثم الزيدي                                   |
| اللواء 27     | قوات الشهيد القائد أبو منتظر المحمداوي من منظمة بدر          |                                               |
| اللواء 28     | سرايا أنصار العقيدة (المجلس الأعلى الإسلامي العراقي)         | جلال الدين الصغير                             |
| اللواء 29     | كتائب أنصار الحجة                                            | أحمد الفريجي                                  |
| اللواء 30     | قوات سهل نينوى (لواء الشبك)                                  | صباح سالم الشبكي                              |
| اللواء 31     | كتائب التيار الرسالي (رساليون)                               | عدنان الشحماني                                |
| اللواء 33     | قوات وعد الله (لواء الشباب الرسالي) (حزب الفضيلة الإسلامي)   | سامي المسعودي                                 |
| اللواء 35     | قوات الشهيد الصدر (حزب الدعوة الإسلامية - تنظيم العراق)      |                                               |
| اللواء 36     | قوات لالش                                                    |                                               |
| اللواء 39     | حركة الأبدال                                                 | جعفر الموسوي                                  |
| اللواء 40     | كتائب الإمام علي                                             | شبل الزيدي                                    |
| اللواء 41     | عصائب أهل الحق                                               | قيس الخزعلي                                   |
| اللواء 42     | قوات/لواء الشهيد القائد أبو موسى العامري من عصائب أهل الحق   |                                               |
| اللواء 43     | سبع الدجيل (عصائب أهل الحق)                                  |                                               |
| اللواء 44     | لواء أنصار المرجعية                                          | حميد الياسري                                  |
| اللواء 45     | كتائب حزب الله                                               | أبو فدك المحمداوي والملقب بالخال              |
| اللواء 46     | سرايا الدفاع الشعبي (كتائب حزب الله)                         |                                               |
| اللواء 47     | سرايا الدفاع الشعبي (كتائب حزب الله)                         |                                               |
| لواء 50       | كتائب بابليون (حركة بابليون)                                 | ريان الكلداني                                 |
| لواء 51       | لواء صلاح الدين                                              |                                               |
| اللواء 52     | فوج آمرلي (من منظمة بدر)                                     | مهدي تقي الآمرلي                              |
| اللواء 53     | لواء الحسين من منظمة بدر                                     | مختار الموسوي                                 |
| اللواء 55     | تشكيل مالك الأشتر من منظمة بدر                               |                                               |
| اللواء 56     | لواء حشد شهداء كركوك                                         | حسين علي نجم الجبوري                          |
| لواء 66       | سرايا أنصار العقيدة                                          | جلال الدين الصغير                             |
| اللواء 86     | لواء أحرار العراق (دار الإفتاء العراقية)                     | مهدي الصميدعي                                 |
| اللواء 88     |                                                              | ونس الجبارة                                   |
| اللواء 90     | فرسان الجبور                                                 | أحمد الجبوري                                  |
| لواء 91       | نوادر شمر                                                    | عبد الرحيم الشمري                             |
| لواء 92       |                                                              | عبد الرحمن اللويزي                            |
| لواء 99       | جيش المؤمل                                                   | سعد سوار                                      |
| لواء 110      | من منظمة بدر                                                 |                                               |
| لواء 201      | حرس نينوى                                                    | أثيل النجيفي                                  |
| لواء 313      | سرايا السلام (التيار الصدري)                                 | أبو زهراء السعيدي                             |
| لواء 314      | سرايا السلام (التيار الصدري)                                 |                                               |
| لواء 315      | سرايا السلام (التيار الصدري)                                 |                                               |
| الفوج 39      | فرع القيارة من قبيلة الجبور                                  |                                               |
|               | قوة البيرق - كتائب الشهيد الأول                              | واثق الفرطوسي                                 |
|               | كتائب القيام الحسيني                                         | محمد الخفاجي                                  |
|               | جيش المختار                                                  | واثق البطاط                                   |
|               | كتائب النخبة والغيث الحيدري                                  | مناف الحسيني                                  |
|               | لواء أسد الله الغالب                                         | سهيل الأعرجي                                  |
|               | فيلق الوعد الصادق                                            | عمار الحداد                                   |
|               | كتائب قمر بني هاشم                                           | أبو طالب المياحي                              |
|               | حزب الله الثائرون                                            | رحمن الجزائري                                 |
|               | كتيبة عماد مغنية - كتائب حزب الله العراقي                    | سعد الفتلاوي ”أبو خالد”                       |
|               | لواء قاصم الجبارين                                           | محمد الموسوي                                  |
|               | لواء الإمام القائم                                           | طالب العلياوي                                 |
|               | كتائب أئمة البقيع                                            | سعد طعيس التميمي                              |
|               | كتائب القصاص                                                 | عبد الله اللامي                               |
|               | كتائب أشبال الصدر                                            | محمد حسين الصدر                               |
|               | كتائب ثائر الحسين                                            | غسان الشاهبندر                                |
|               | كتائب مالك الأشتر                                            | جعفر عباس الموسوي                             |
|               | كتائب الدماء الزكية                                          | مؤيد علي الحكيم                               |
|               | لواء ذو الفقار                                               | حسين التميمي                                  |
|               | كتائب مسلم بن عقيل                                           | أحمد الفرطوسي                                 |
|               | لواء أنصار المهدي                                            | ناجي الحلفي                                   |
|               | كتائب العدالة                                                | سمير الشيخ علي                                |
|               | كتائب الفتح                                                  | كاظم السيد علي                                |
|               | كتائب سرايا الزهراء                                          | ممتاز الحيدري                                 |
|               | حركة العراق الإسلامي                                         | جمال الوكيل                                   |
|               | لواء زينب العقيلة                                            | حسن الشكرجي                                   |
|               | كتائب الإمام الغالب                                          | محمد اللامي                                   |
|               | كتائب الإمام الحسين                                          | حسن الربيعي                                   |
|               | كتائب درع الولاية                                            | علاء مهلهل                                    |
|               | كتائب القارعة                                                | حيدر الناصري، أحمد الزاملي                    |
|               | كتائب يد الله                                                | أحمد الساعدي                                  |
|               | كتائب بقية الله                                              | مصطفى العبيدي                                 |
|               | كتائب الشبيبة الاسلامية                                      | كتائب الشبيبة الاسلامية                       |
|               | كتائب جمعية آل البيت                                         | موسى الحسني                                   |
|               | كتائب الطفل الرضيع                                           | وسام الحيدري                                  |
|               | سرايا المختار الثقفي                                         | عبد المهدي الكربلائي                          |
|               | سرايا لواء السجاد                                            | عبد المهدي الكربلائي                          |
|               | كتائب الغوث الأعظم                                           | فراس العلاق                                   |
|               | كتائب القارعة                                                | حيدر الناصري                                  |
|               | حركة فرسان المذهب                                            | أحمد الزاملي                                  |
|               | لواء النصر المبين                                            |                                               |
|               | لوية أنصار الحجة                                             | محمد الكناني                                  |
|               | كتائب أسد الله                                               | أبو تراب الأسدي                               |
|               | تشكيلات أسد الله الغالب                                      | هشام المكصوصي                                 |

في فبراير 2019، داهم الحشد الشعبي قاعدة تابعة لقوات أبو الفضل العباس، خلال العملية، اعتقلت القوات العراقية زعيم الجماعة أوس الخفاجي، وادعى الحشد الشعبي أن العملية كانت جزءًا من عملية مستمرة. عملية للقضاء على الجماعات المزيفة التي تدعي أنها جزء من الحشد الشعبي من أجل ارتكاب الجرائم. كما لم تعلن المجموعة رسمياً عن نفسها على أنها جزء من الحشد الشعبي ولم تسجل على الإطلاق كجزء من الحشد الشعبي مع الحكومة العراقية.

### المديريات
| المديرية                               | المدير                   |
| معاونية الاستخبارات والمعلومات         | أبو ايمان الباهلي        |
| مديرية أمن الحشد                       | أبو زينب اللامي          |
| مديرية اعلام الحشد                     | مهند العقابي             |
| مديرية العلاقات العامة                 | محمد رضا                 |
| مديرية مكافحة المتفجرات                | أبو شمس العكيلي          |
| المديرية العامة لمكافحة الإرهاب الفكري | السيد عبد القادر الآلوسي |
| مديرية الحركات                         | جواد كاظم الربيعاوي      |
| مديرية التوجية العقائدي                | سيد محمد الحيدري         |
| مديرية الرقابه الداخلية والتدقيق       | عبد الرحمن نعمه العزاوي  |

## آخر عمليات الحشد الشعبي

### في عام 2015
توزع الحشد الشعبي في عد مناطق، وشارك في عمليات تحرير مدينة الفلوجة، ومدينة الرمادي بالتعاون مع الجيش والشرطة العراقية، وشارك في عملية لبيك يارسول الله الثانية التي انطلقت في 12 تشرين الأول/اكتوبر 2015، لتحرير مناطق الصينية، والبو جواري، وشمال بيجي، ومصفى بيجي، ضمن قاطع محافظة صلاح الدين.، وفي 14 تشرين الأول/اكتوبر 2015، سيطرت قوات الحشد الشعبي، والقوات المسلحة العراقية، على قضاء بيجي بالكامل.

### في عام 2016

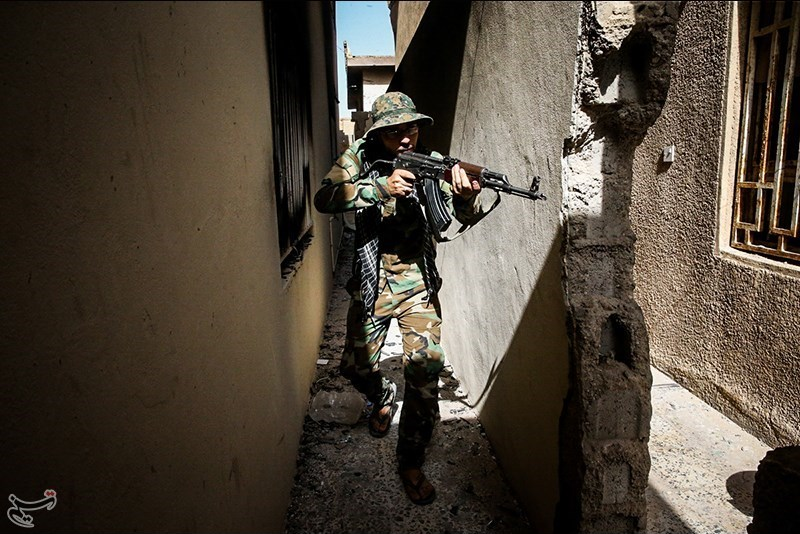
جندي من الحشد الشعبي خلال عملية كسر الإرهاب اثناء تحرير الفلوجة 2016

في الأول من آذار/مارس 2016، انطلقت عمليات لتحرير كامل جزيرة سامراء ومناطق جنوب غرب تكريت والمناطق المحيطة بها تحمل اسم (عمليات الإمام علي الهادي)، وتشارك في هذه العمليات جميع فصائل الحشد الشعبي، والجيش والشرطة الاتحادية، وكذلك طيران الجيش والقوة الجوية، ولهذه العمليات عدة أهداف، وهي: تأمين بغداد ومحافظة صلاح الدين ومرقدي الإمامين العسكريين، ولتطويق الأنبار بشكل أكبر، وفي 3 آذار/مارس 2016 تم تحرير جزيرة سامراء.
في 23 أيار/مايو 2016، أعلن رئيس الوزراء حيدر العبادي انطلاق عملية (كسر الإرهاب) لتحرير الفلوجة، وسماها الحشد الشعبي (عمليات 15 شعبان)، ويشارك بهذه العملية الجيش والشرطة والفرقة الذهبية والحشد الشعبي ومقاتلي العشائر المحلية لقضاء الفلوجة وغيرهم، وتقتصر مشاركة الحشد الشعبي على معارك أطراف مدينة الفلوجة وجزيرة الخالدية، وتطويق الفلوجة ومساندة القوات الأمنية. وفي 26 أيار/مايو 2016 تم تحرير كرمة الفلوجة بالكامل.
في 4 حزيران/يونيو 2016، حرر تحالف الجيش والشرطة والحشد الشعبي، الصقلاوية بالكامل.
في 26 حزيران/يونيو 2016 اعلان تحرير الفلوجة كاملة بتحرير آخر حي كانت تحتله داعش.
وفي 17 تشرين الأول/اكتوبر 2016، بدأت الحرب البرية لتحرير الموصل من قبل الجيش والشرطة العراقيين وبمشاركة البيشمركة والحشد الشعبي، وقد أعلن عن بدئها رئيس الوزراء العراقي حيدر العبادي في 17 تشرين الأول/أكتوبر 2016 الموافق 16 محرم 1438 هـ.

### في عام 2017

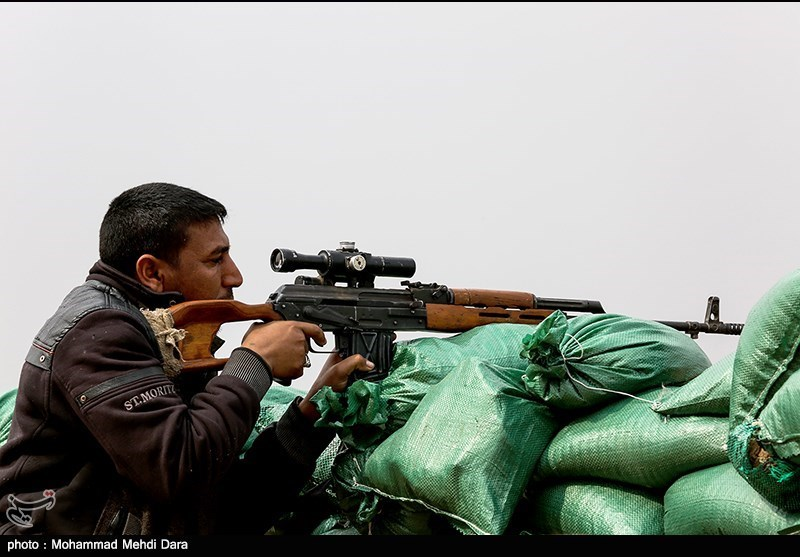
مقاتل من الحشد الشعبي خلال معركة تحرير تلعفر 2017

في العشرين من آب /أغسطس 2017، أنطلقت معركة تحرير تلعفر وذلك لأخراج تنظيم داعش من آخر معقل له في محافظة نينوى، وشكل الحشد الشعبي القوة الأساسية في هذا الهجوم.

## الانتهاكات والاتهامات
ذكر زعيم التيار الصدري مقتدى الصدر أن ميليشيات وصفها بالوقحة تعمل بمعية الحشد الشعبي تقوم بعمليات ذبح واعتداء بغير حق ضد مواطنين عراقيين لا ينتمون لتنظيم داعش، وأكد أن مثل هذه الممارسات ستؤدي إلى فشل التقدم والنصر الذي حققه الحشد المطيع للمرجعية والمحب للوطن، ودعا الصدر إلى عزل هذه المليشيات. وذكرت هيومن رايتس ووتش تعرض المناطق السنية إلى انتهاكات قد يرقى بعضها إلى جرائم الحرب. وذكرت أيضاً أن بعض المناطق تعرضت إلى هجمات تبدو وكأنها جزء من حملة تشنها المليشيات لتهجير السكان من المناطق السنية والمختلطة. وفي سياق متصل صرح الرئيس السابق لوكالة الاستخبارات المركزية الأميركية ديفيد بتريوس بتصريحات نقلتها صحيفة واشنطن بوست قال إن ميليشيات الحشد الشعبي المدعومة من إيران سوف تشكل خطر على العراق أكثر من تنظيم داعش الإرهابي وقال إن هذه المليشيات «تقوم بفظاعات ضد المدنيين السنة»، وشدد بتريوس على أن مهمة دحر داعش في العراق يجب أن تنجز من خلال القوات العراقية المدعومة من التحالف الدولي، مشيراً إلى ضرورة خلق قوات سنية مناوئة لداعش، ووقف تجاوزات الميليشيات الشيعية بحق المواطنين السنة التي تزيد من حدة التوتر الطائفي في البلاد. وأوضح بتريوس أن السنة لعبوا دوراً بارزاً في هزيمة تنظيم «القاعدة» في العراق، مشدداً على خطورة الميليشيات الشيعية التي تحارب في الصفوف الأولى ضد تنظيم «داعش»، وعبر عن تخوفه من قيامها بعمليات تطهير طائفي، وتهجير السنة من مناطقهم.
اتهمت بعض الميليشيات التابعة للحشد الشعبي بارتكاب جرائم حرب بدافع الانتقام الطائفي، وفقاً لمنظمة العفو الدولية فإن هذه الميليشيات إختطفت وعذبت وقتلت عدداً كبيراً من المدنيين السنة. ووفقاً لمصادر غربية في تكريت، قامت الميليشيات بارتكاب عدة انتهاكات.
وقالت دوناتيلا روفيرا، كبيرة مستشاري منظمة العفو الدولية لشؤون الأزمات: «لقد ظل العراق غارقاً في حالة من العنف المتصاعد منذ أن اجتاحت قوات تنظيم الدولة الإسلامية أجزاء واسعة من البلاد قبل عام. وقوبلت الجرائم البشعة التي اقترفها التنظيم بهجمات طائفية متنامية من قبل المليشيات الشيعية، التي تنتقم من التنظيم على جرائمه باستهداف العرب السنة.»

### حرق ممتلكات ونهب فيتكريت
ذكرت صحف عربية وعالمية ومنظمات دولية أن الحشد الشعبي قام بعمليات نهب وإحراق الممتلكات؛ بعد تحرير مدينة تكريت من تنظيم داعش من قبل الجيش العراقي المدعوم جوياً من الولايات المتحدة. وقال أحمد الكريم رئيس مجلس محافظة صلاح الدين، إن مقاتلين الحشد أحرقوا «مئات المنازل» خلال يومين وقال أيضاً إن المدينة أحرقت أمام أعينهم وإنهم لا يمكنهم السيطرة على الوضع.
وبينت صحف عراقية وعربية بأن الحشد الشعبي انسحب إلى أطراف تكريت والأمن حالياً في يد الشرطة المحلية (شرطة تكريت المحلية)، فيما أعرب محافظ صلاح الدين أن «الخروقات فردية» و«جرى التعامل معها بحزم»، أما المتحدث الأمني باسم هيئة الحشد الشعبي واسمه يوسف الكلابي صرح عن وجود وثائق تؤكد ارتكاب تنظيم «داعش» بما وصفه ب (90%) من عمليات السرقة وحرق المنازل في مدينة تكريت، واعتبر المتحدث الأمني أن «بعض السياسيين المتصيدين والفضائيات المغرضة، تقوم بحملة منظمة من أجل تشويه سمعة الحشد الشعبي»
وبعد هذه الأحداث أمر رئيس الوزراء العراقي حيدر العبادي الجهات الأمنية بتتبع مرتكبي ما وصفه بالأعمال التخريبية

### انتهاكاتبالفلوجة
وفي أثناء عملية كسر الإرهاب التي أعلن عن بدئها حيدر العبادي في 23 مايو من سنة 2016 م لتحرير الفلوجة (والتي يشارك فيها الجيش العراقي والشرطة ومكافحة الإرهاب والحشد العشائريّ والحشد الشعبيّ)، أكّد رئيس البرلمان العراقيّ سليم الجبوري أن «أفراداً في الشرطة الاتحادية و» بعض المتطوعين«ارتكبوا تجاوزات أدت إلى انتهاكات بحق المدنيين في الفلوجة، داعياً إلى الحفاظ على حياتهم»، وكذلك وردت تقارير من قنوات متعددة عن انتهاكات تمارس بحق مدنييّ الفلوجة من جانب الجيش والحشد الشعبيّ.، وكذلك فقد أكّد رئيس ديوان الوقف السنيّ العراقيّ الشيخ عبد اللطيف الهميم خلال زيارة مع وزير الخارجية العراقي للعاصمة الأردنية عمان بتاريخ 6 يونيو 2016 م أنّ «المناطق التي تشهد عمليّات عسكريّة لا تشهد عملاً مُمنهَجاً ضدَّ المدنيِّين، وإنما هي خروقات رُبَّما قد تحصل على يد بعض الأفراد، مُؤكـِّداً أنَّ بعض وسائل الإعلام تـُزيِّف الحقائق، وتـُروِّج للأكاذيب، وتحاول التغطية على الانتصارات التي يحققها أبناء العراق ضدَّ الإرهاب.».
فيما أكّد السفير الأمريكي بالعراق ستيوارت جونز (في 6 يونيو 2016 م) أنه «لا يوجد أي شيء يمكن أن يؤكد وجود انتهاكات للقوات المسلحة بالفلوجة»،
وقد ذكّر الشيخ عبد المهدي الكربلائي ممثل المرجع السيستاني خلال خطبة بيوم الجمعة بتاريخ 26/شعبان/1437هـ والموافق 3 يونيو 2016 م بوصايا السيستاني في السنة السابقة للمقاتلين في جبهات القتال، وذكر قبلها مقدمة وقال فيها: (يشارك في هذه الايام الآلاف من اخواننا واحبتنا في القوات المسلحة ومن يساندهم من المتطوعين وأبناء العشائر في معارك ضارية لتخليص مناطق من محافظة الانبار من سطوة الإرهاب الداعشي). وقال لاحقاً في خطبته: (الله الله في النفوس، فلا يُستحلّن التعرّض لها بغير ما أحلّه الله تعالى في حال من الاحوال، فما أعظم الخطيئة في قتل النفوس البريئة وما أعظم الحسنة بوقايتها وإحيائها، كما ذكر الله سبحانه وتعالى في كتابه، وإنّ لقتل النفس البريئة آثاراً خطيرة في هذه الحياة وما بعدها، وقد جاء في سيرة أمير المؤمنين (عليه السلام) شدّة احتياطه في حروبه في هــذا الأمر، وقد قـال في عهـده لمالك الأشـتر (إيّاك والدماء وسفكها بغير حلّها فإنّه ليس شيء ادعى لنقمة واعظم لتبعة ولا أحرى بزوال نعمة وانقطاع مدّة من سفك الدماء بغير حقّها والله سبحانه مبتدأ بالحكم بين العباد فيما تسافكوا من الدماء يوم القيامة، فلا تقويّن سلطانك بسفك دم حرام، فإنّ ذلك مما يضعفه ويوهنه، بل يزيله وينقله..).

### إعدام طفل عراقي وسحقه بدبابة
في 11 نوفمبر 2016 إنتشر مقطع فيديو على الإنترنت يظهر مسلحين من الحشد الشعبي وهم يقومون بإعدام صبي في إحدى المناطق الريفية في الموصل، حيث قامو بإطلاق النار عليه وثم سحقه بالدبابة. وبحسب ما وثّق الشريط، فقد عمل أحد عناصر المليشيا على سحب الصبي، ووضعه تحت دبابة «أبرامز»، ثم قام سائق الدبابة بالمرور فوق جسده، ليتم سحقه بالكامل، كما قام مسلحون من المليشيا بإطلاق النار على جسد الصبي خلال عملية الإعدام.

ونفت القوات العراقية مسؤولية أي من عناصرها عن دهس الطفل بالدبابة، وأكدت عدم ضلوع أي من عناصرها في هذا العمل، مبينة إلى أن الثياب العسكرية للمسلحين لا تشبه ثياب القوات النظامية، كما قالت، وإن أسلحتهم تؤكد أنهم من «داعش»، وقطعت باستعدادها للتعاون من أجل مراقبة أي سلوك فردي غير منضبط.

### حرق شاب عراقي في الأنبار
في تاريخ 31 مايو 2015 إنتشر على الإنترت تسجيل مسرب لمسلحين يحملون شعار كتائب الإمام علي وهم يحرقون شخصا بعد تعليقه فوق نار أوقدوها في إطار شاحنة. وبحسب بعض المصادر فإن الضحية يدعى عبد الله عبد الرحمن (23 عاماً) يعمل معلماً، وقامت المليشيا باعتقاله في منطقة ذراع دجلة شمال شرق الفلوجة، واقتادته إلى منزل مهجور، وبعد ضربه حتى فقد الوعي قاموا بتعليقه وحرقه.

### مجزرة بروانة
في 26 يناير 2015 سيطر الجيش العراقي مدعوماً بقوات الحشد الشعبي على مدينة المقدادية في محافظة ديالى، وفي نفس اليوم إختطف مسلحون يُعتقد بأنهم تابعون للحشد الشعبي أكثر من 70 شخص من بلدة بروانة (القريبة من المقدادية) وقاموا بإعدامهم رمياً بالرصاص. وجاءت هذه المجزرة بعد أيام قليلة من تهديدات هادي العامري (قائد فيلق بدر) الذي قال بالحرف الواحد: «ويوم الحساب أصبح قريب جداً، ونحذر كل العوائل الموجودة بالخروج لأننا سنضرب ضربة لاتبقي ولا تذر».
وقالت منظمة هيومن رايتس ووتش في تقرير نشرته بتاريخ 15 فبراير 2015:
«تبدو الهجمات على شمال المقدادية وكأنها جزء من حملة تشنها المليشيات لتهجير السكان من المناطق السنّية والمختلطة، بعد نجاح المليشيات مع قوات الأمن في دحر داعش في تلك المناطق.»

### اختطاف 643 فتى ورجلاً في الأنبار
في 3 حزيران 2016، اختطف 643 فتى ورجلاً على يد قوات الحشد الشعبي في الصقلاوية، الأنبار. ولا يزال مصيرهم مجهول حتى الآن. وقعت عمليات الاختطاف خلال العمليات العسكرية لاستعادة الفلوجة والمناطق المحيطة بها من سيطرة داعش. وبحسب الشهادات التي جمعتها منظمة العفو الدولية من المختطفين السابقين والشهود وأقارب الأشخاص الذين اختفوا قسراً، فإن الآلاف من الرجال والنساء والأطفال الفارين من منطقة الصقلاوية صباح 3 حزيران 2016 قابلهم مسلحون يحملون بنادق آلية وبنادق هجومية. حدد الشهود الرجال المسلحين بأنهم أعضاء في وحدة الحشد الشعبي، على أساس الشعارات على زيهم الرسمي وأعلامهم.
قام المسلحون بفصل النساء والأطفال الأصغر سناً عن ما يقدر بنحو 1300 رجل وصبي أكبر سنًا يُعتبرون في سن القتال. أخذوا هؤلاء الرجال والفتيان إلى المباني والمرائب والمتاجر المهجورة في المنطقة المجاورة، وصادروا وثائق هويتهم وهواتفهم وحلقاتهم وأشياء ثمينة أخرى. وفي وقت لاحق، ربط رجال مسلحون أيديهم خلف ظهورهم، في معظم الحالات باستخدام الأصفاد البلاستيكية.
عند غروب الشمس، وصلت عدة حافلات، مع شاحنة كبيرة متمركزة هناك بالفعل، قامت بنقل جزء من المحتجزين. مصير الرجال والفتيان الذين استقلوا هذه المركبات لا يزال مجهولا.
تم نقل الرجال المتبقين في مجموعات أثناء الليل إلى مكان وصف الناجون باسم «البيت الأصفر» حيث تحملوا التعذيب وغيره من ضروب سوء المعاملة وحرموا من الطعام والماء واستخدام مرافق الصرف الصحي. وصف الناجون تعرضهم للضرب في جميع أنحاء أجسادهم ورؤوسهم بكابلات معدنية وأنابيب معدنية ومعاول وعصي خشبية، وشوهد محتجزين آخرين يموتون نتيجة التعذيب أمامهم، وكذلك رؤية آخرين يُبعدون ليلاً دون عودة.

## الغارات الجوية على الحشد الشعبي
اعلنت كتائب سيد الشهداء، أحد فصائل الحشد الشعبي، أن قواتهم تعرضت للقصف من قبل الطائرات الأمريكية في 7 أغسطس 2017 في محافظة الأنبار بالقرب من الحدود العراقية السورية، وأن قواتهم تكبدت العديد من الخسائر. نفى العقيد ريان ديلون، المتحدث باسم التحالف الذي تقوده الولايات المتحدة الأمريكية، هذا الادعاء وقال على تويتر أنه لم تكن هناك غارات جوية للتحالف في المنطقة في ذلك الوقت. وطبقاً لنائب أمين عام الميليشيا، أحمد المكصوصي، أن قاعدتهم قُصفت بنيران المدفعية في منطقة الجمونة السورية التي تبعد 12 كيلومترا (حوالي 7.5 ميلاً) عن الحدود العراقية. وقد قُتل 40 شخصًا، وجرح العديد من رجال الميليشيات.
في 22 أغسطس 2019، ألقت قوات الحشد الشعبي اللوم على الولايات المتحدة وإسرائيل في عدد من الهجمات على مستودعاتها وقواعدها. واتهمت المجموعة الولايات المتحدة بالسماح للطائرات الإسرائيلية بدون طيار بالانضمام إلى قواتها لشن هجمات على الأراضي العراقية. تعهدت المجموعة بمكافحة أي هجوم في المستقبل. في 23 أغسطس 2019، أصدر آية الله كاظم الحائري فتاوي ضد تواجد القوات الأمريكية في العراق: «يحظر وجود أي قوة عسكرية أمريكية في العراق تحت أي عنوان كان من تدريب ومشورة عسكريين أو ذريعة مكافحة الإرهاب».
في 29 ديسمبر 2019، شنت الولايات المتحدة غارات على خمسة منشآت لكتائب حزب الله، ثلاثة في غرب العراق، واثنان في شرق سوريا. وشملت هذه المواقع مرافق تخزين الأسلحة ومواقع القيادة والسيطرة حسب بيان عسكري أمريكي ورويترز. وكان الهجوم الأمريكي ردا على ما اعتبرته استهدافا لاحدى قواعدها في كركوك مما اسفر عنه مقتل متعاقد مدني أمريكي جراء ضربة صاروخية على قاعدة K1. قُتل أثر الهجوم الأمريكي ما لا يقل عن 25 من مقاتلي الميليشيات وأصيب 55 آخرون.
في 3 يناير 2020، تم قتل أبو مهدي المهندس، نائب الرئيس ومحمد رضا الجابري مدير العلاقات العامة وقائد فيلق القدس قاسم سليماني، في غارة جوية أمريكية بالقرب من مطار بغداد الدولي.

## معرض صور
| أحد شعارات الحشد الشعبي | احتفال أبناء المناطق من العشائر بقوات الحشد الشعبي محافظة صلاح الدين | دبابة تابعة للحشد الشعبي مدينة الفلوجة | بعض المركبات البسيطة المستخدمة من قبل الحشد الشعبي | بعد معركة الفلوجة | مقاتل من الحشد الشعبيّ مع أفراد الجيش العراقي في صلاح الدين بعام 2015 م | قوات الحشد الشعبي في الفلوجة بعد هزيمة داعش 2016 |

## طالع أيضًا
- القوات المسلحة العراقية
- الباسيج

## الملاحظات
1. ↑  نوري المالكي